# Evangelische Kirche Holtrup

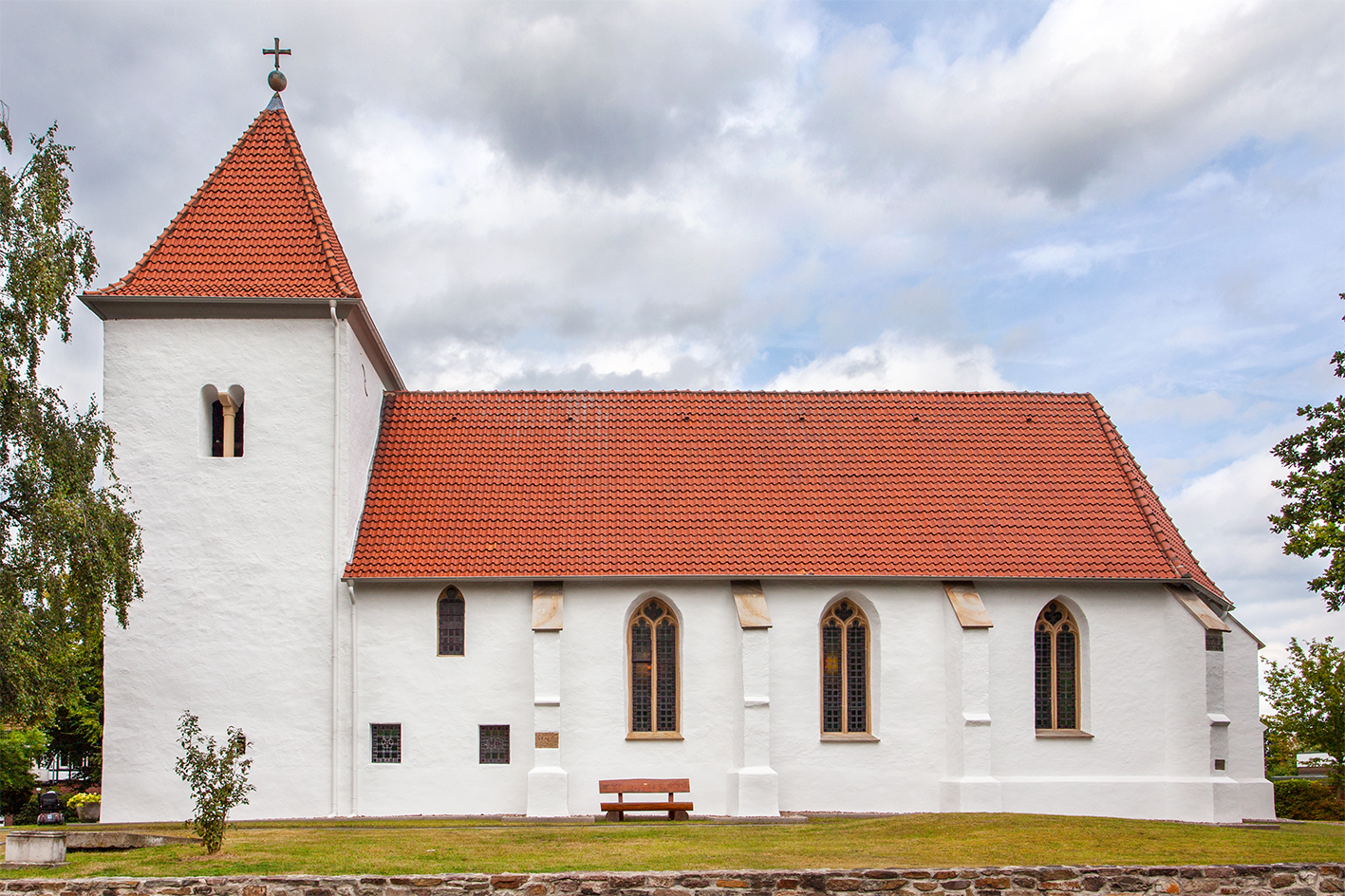
Evangelische Kirche Holtrup

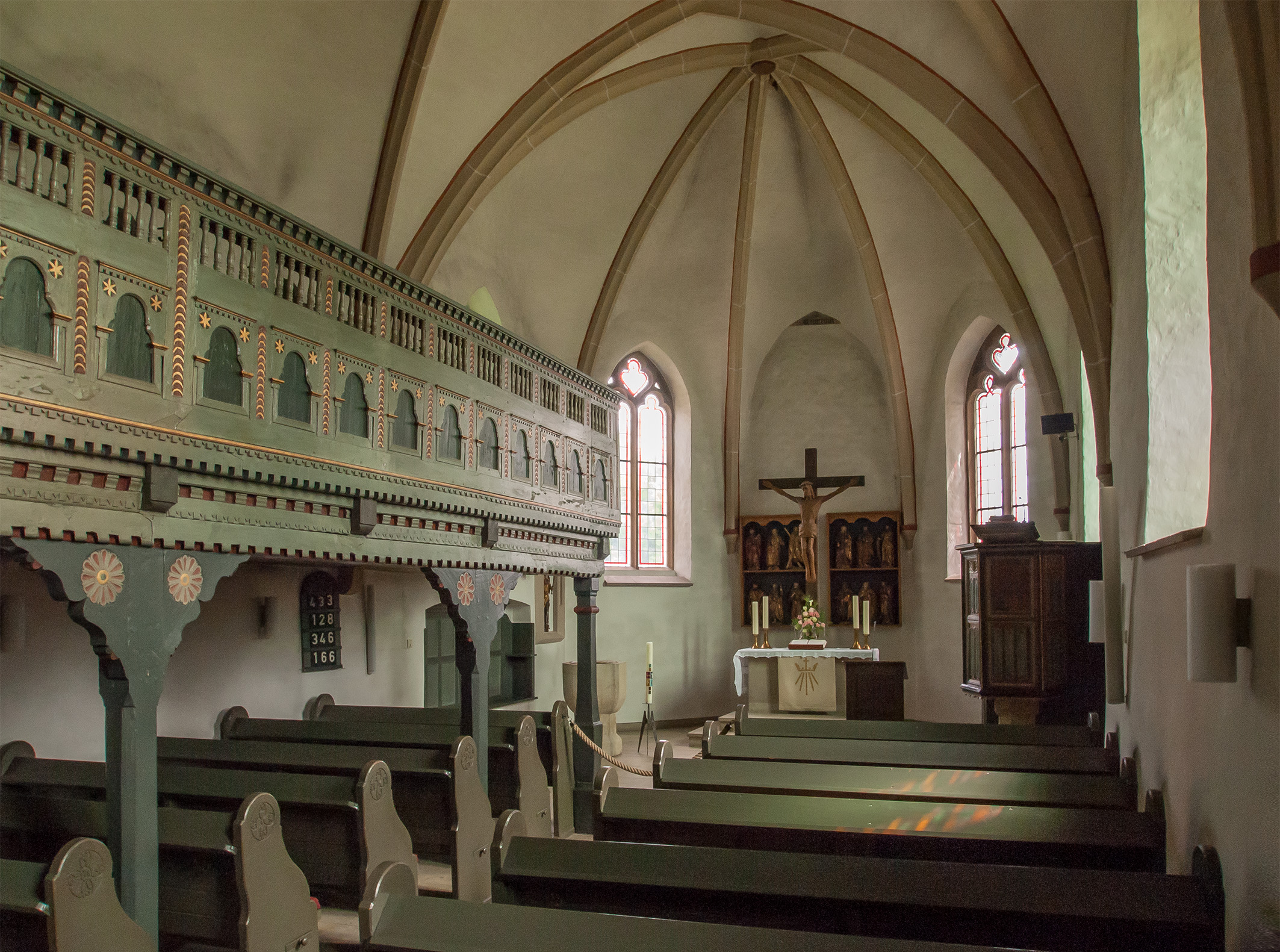
Altarraum

Die Evangelische Kirche in Holtrup, einem Stadtteil von Porta Westfalica, ist eine Kirche der Evangelisch-Lutherischen Kirchengemeinde Holzhausen und Holtrup an der Porta, die dem Kirchenkreis Vlotho der Evangelischen Kirche von Westfalen angehört.
Das Kirchengebäude besteht in der heutigen Form seit dem frühen 16. Jahrhundert, der Turm stammt aus dem 11. Jahrhundert.

## Baugeschichte und Architektur

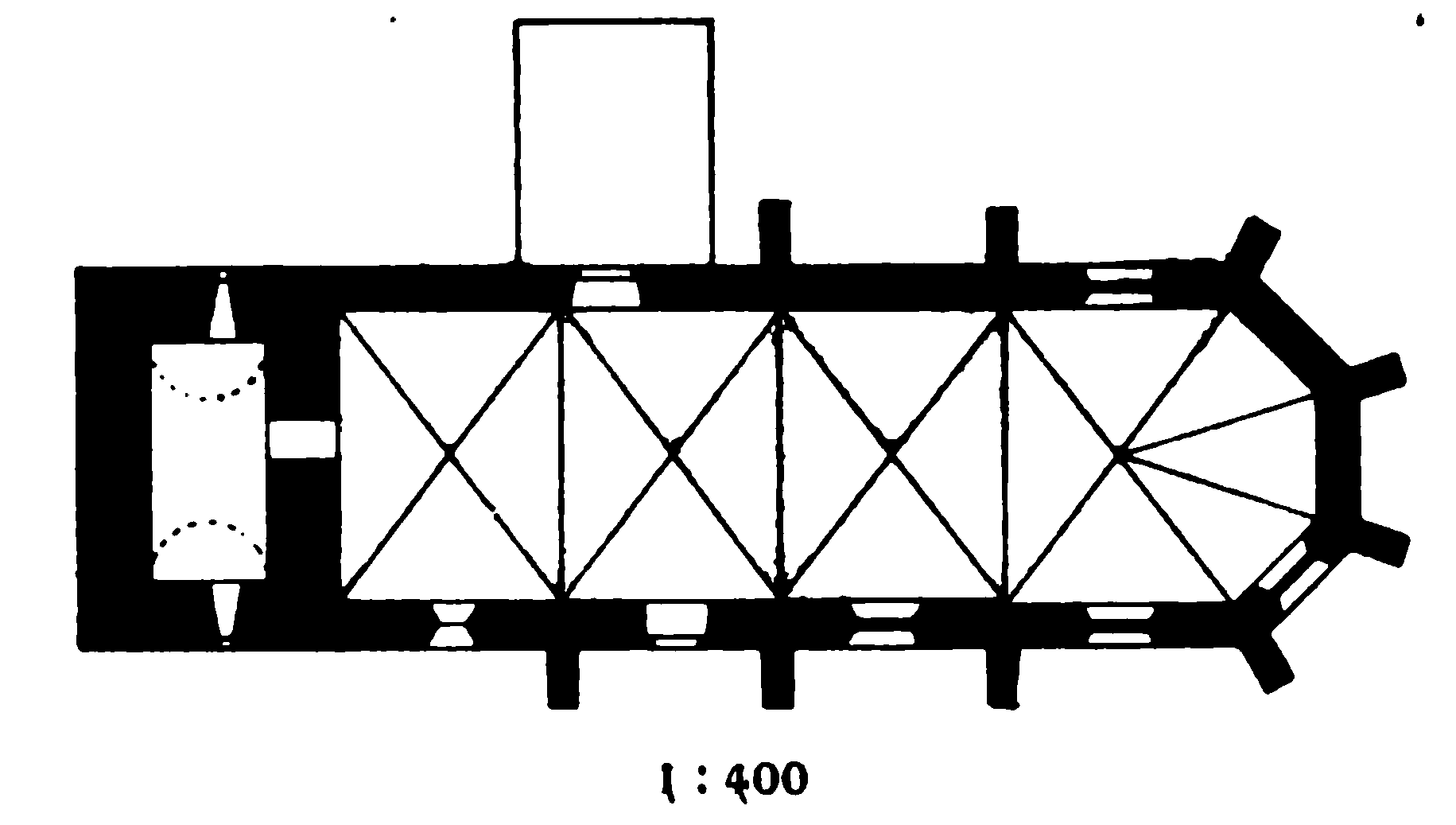
Grundriss

Das spätgotische Schiff der heutigen Kirche wurde laut einer Bauinschrift 1517 errichtet und in gleicher Breite an den bereits bestehenden Westturm angebaut. Über die Baugeschichte des Vorgängerbaus ist nichts bekannt. Es handelt sich um einen dreijochigen Saalbau mit verlängertem Chor im 5/8-Schluss. Im Schiff ist Kreuzrippengewölbe mit Schlusssteinen eingezogen, die Fenster sind spitzbogig und zum Teil mit Maßwerk ausgestattet. An der Südseite befindet sich ein spitzbogiger Eingang, an der Nordseite ein neuzeitlicher Anbau.
Der breite, rechteckige romanische Turm wurde im 11. Jahrhundert erbaut. Er enthielt ursprünglich ein Tonnengewölbe, das entfernt worden ist. Die Schalllöcher sind zweiteilig mit Mittelsäulchen.

## Ausstattung
In der Kirche sind mehrere spätgotische Kunstwerke erhalten. Eine geschnitzte Mondsichelmadonna und Figuren der zwölf Apostel stammen von einem 1525 entstandenen Retabel und werden der Werkstatt des sogenannten Benedikt-Meisters aus Hildesheim zugeschrieben. Ebenfalls spätgotisch sind die mit 1558 datierte sechseckige hölzerne Kanzel, der achteckige Taufstein und das Sakramentshäuschen. Im Turm läuten drei Glocken aus den Jahren 1922, 1788 und 1968.